# Rhöndorfer Drachenfels

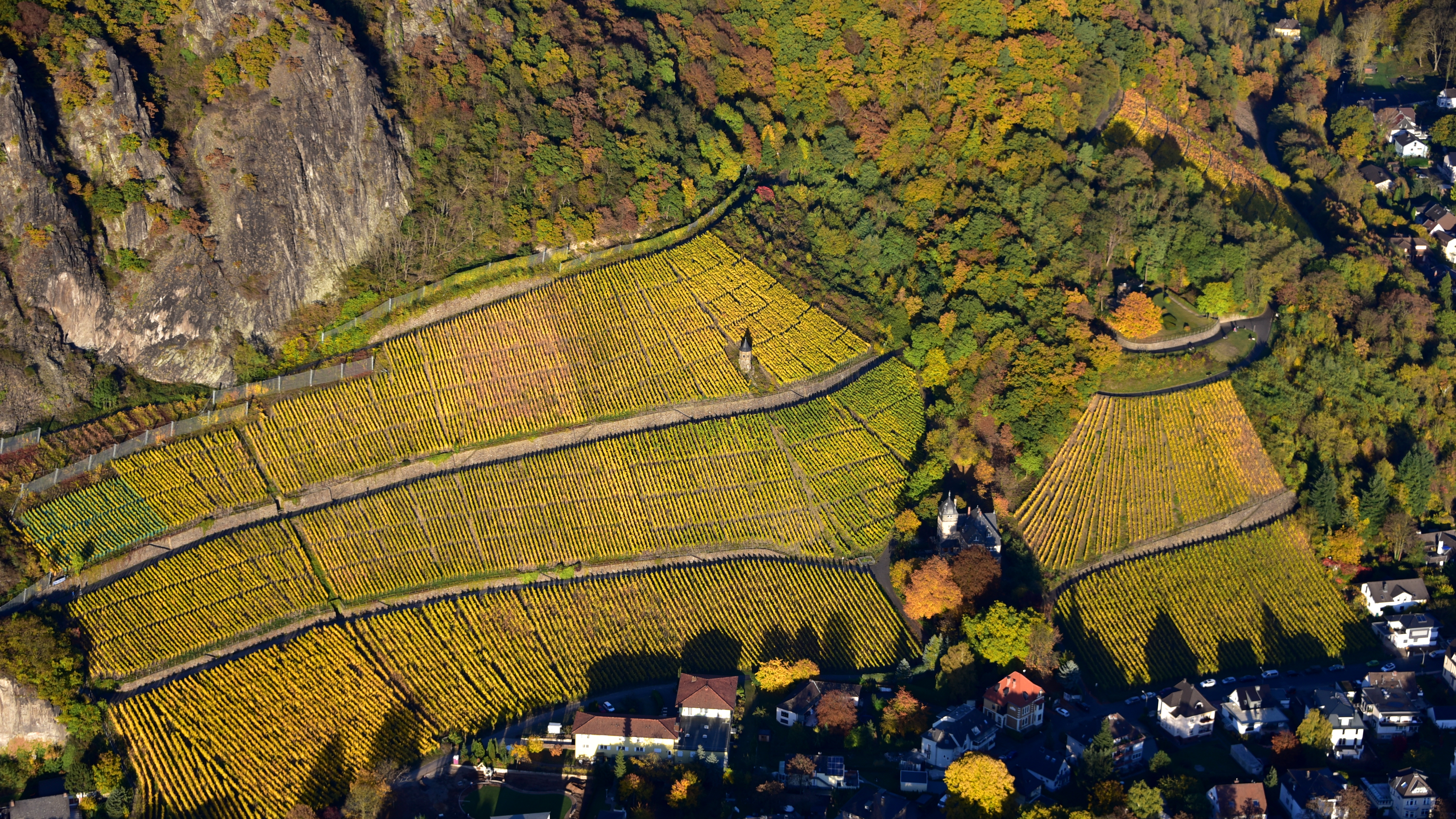
Luftbild des Rhöndorfer Drachenfelses mit dem Weinberghäuschen

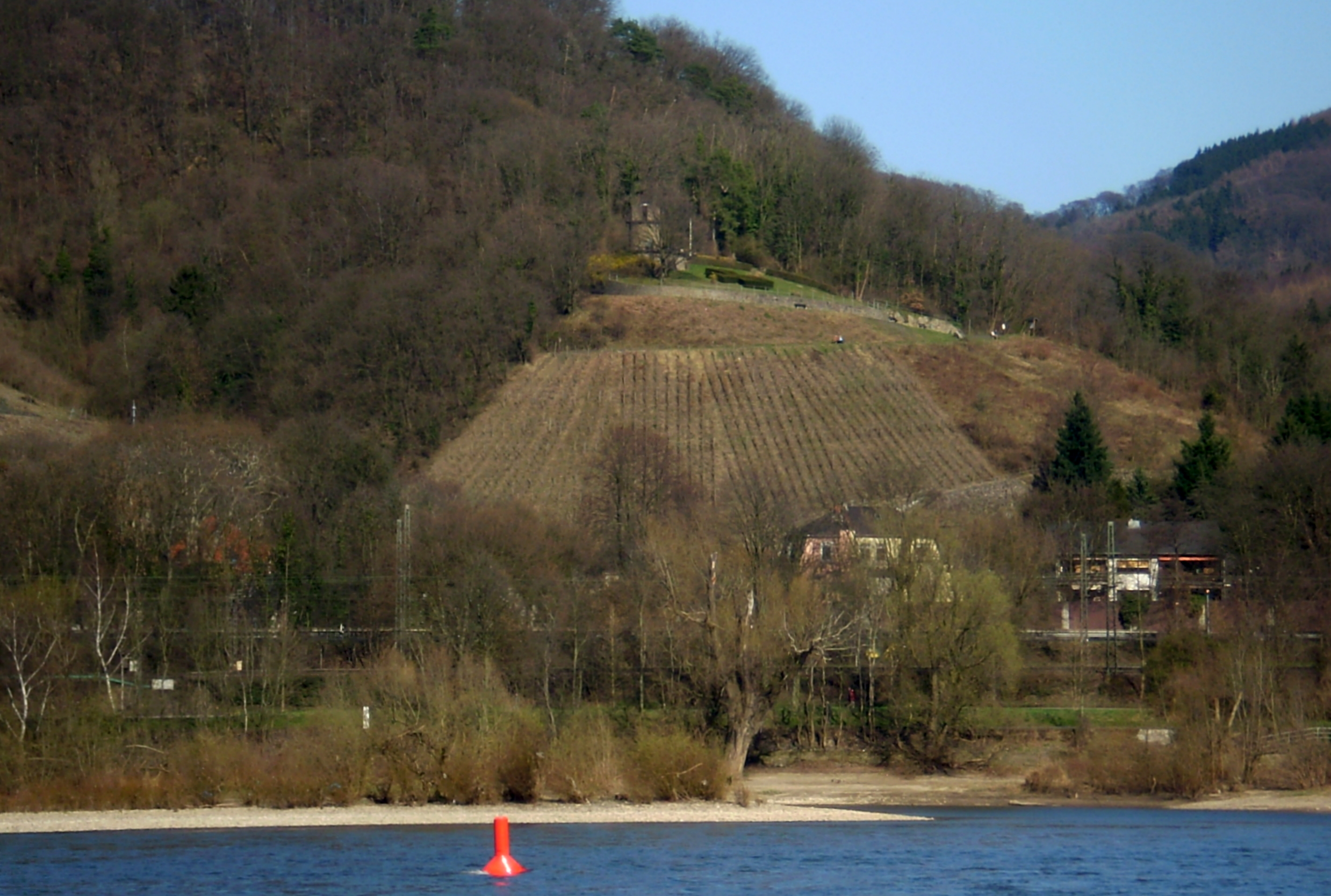
Teil des Rhöndorfer Drachenfelses mit Ulanendenkmal

Der Rhöndorfer Drachenfels ist eine Weinlage im Bad Honnefer Stadtteil Rhöndorf.
Der Rhöndorfer Drachenfels ist Teil des Weinbaubereichs Bereich Siebengebirge der Großlage Petersberg des Anbaugebietes Mittelrhein und liegt im deutschen Bundesland Nordrhein-Westfalen. Die Lage hat eine Größe von 7,4 Hektar. Das  Weinberghäuschen in der Lage liegt auf 105 m ü. NHN. Auf den Hängen der Lage werden mehrere Weißwein- und Rotweinsorten angebaut. Die Böden sind durch Trachyt- sowie steinige Lehmböden gekennzeichnet.